# Онтология высшего уровня
В информационной науке онтологией высшего уровня (англ. top-level ontology, TLO) называется онтология, включающая очень общие термины — например, «объект», «свойство», «отношение» — актуальные для всех предметных областей. 
Онтологии высшего (верхнего) уровня (ОВУ) являются частью групп онтологий, которые включены в архитектуру общей системы, основанной на знаниях. Эта система знаний формализуется через классификации объектов предметной области (на основании их сходства в определенных свойствах) и различных картин мира.
Важная функция высшей онтологии заключается в поддержке семантической интероперабельности большого числа предметно-ориентированных онтологий. Системы библиотечной классификации предвосхитили появление высших онтологий. Несмотря на то, что библиотечные классификации организуют и категоризуют знание на основе общих концепций, применимых ко всем предметным областям, системы не заменяют друг друга.

## Структура
Онтологии верхнего уровня (англ. upper level references ontologyies, используется универсально и многократно в различных областях) включает такие главные понятия (высшие концепты), как:
- Сущность
- Явление
- Процесс
- Роль
- Объект
- Событие
- Пространство
- Индивидуальное качество,
- Временные рамки и др.

Высшие онтологии включают в себя:
- мереологию (англ. mereology), определяющую отношения частей и целого;
- топологию (англ. topology), определяющую пространство и время;
- указания на существование реальных и абстрактные объектов и другие философские категории, определяющие картину мира.

Онтологии высшего уровня (ОВУ) содержат знания здравого смысла (англ. common sense) или систему понятий о моделируемом мире, рассматривают внешние и внутренние зависимости (англ. prehension) понятий друг от друга. 

## Известные реализации
ОВУ — наиболее развитый сегмент онтологии. Среди разрабатываемых с 1990-х годов, публично доступных и масштабных моделей можно выделить известные ОВУ (перечень онтологий высшего уровня):
| Название                                                                    | Дата выхода                  | Дата завершения                 | Разработчик | Фокусирование | Лицензия                               | URL-адреса                               | Метрики | Отличия | Версии                 |
| --------------------------------------------------------------------------- | ---------------------------- | ------------------------------- | --- | --- | -------------------------------------- | ---------------------------------------- | --- | --- | ---------------------- |
| WordNet                                                                     | середина 1980-х              | Версия 3.1 2011 года            | Принстонский университет | Семантическая сеть, основанная на психолингвистических принципах | BSD-like                               | wordnet.princeton.edu                    | 155 327 слов организованы в 175 979 синсетов, что в общей сложности составляет 207 016 словесных пар;                      | Аксиоматически неточен. Используется в процессах обработки естественного языка.                               | Version 3.1            |
| Cyc                                                                         | 1984                         | версия 6.1 от 27 ноября 2017 г. | Cycorp company (с 1994 года) | Повседневные знания здравого смысла с целью позволить приложениям искусственного интеллекта выполнять рассуждения, подобные человеческим.                                          | запатентованная                        | cyc.com, cycorp.eu                       | 300 000 концептов, 3 000 000 утверждений (фактов и правил), 15 000 связей                                                  | 12 000 WordNet наборов синонимов — синсетов, узелов семантической сети (англ. huge)                           | OpenCyc, ResearchCyc   |
| BORO                                                                        | после 1980-х и раньше 1990-х |                                 | Команда консультантов KPMG под руководством Криса Партриджа (англ. Chris Partridge)                                                                    | Экстенсиональная (и, следовательно, четырехмерная) онтология, обеспечивающая простые критерии идентичности.                                                                        |                                        | borosolutions.net                        | | Модель построена на серии ясных метафизических решений, обеспечивающих прочную (метафизическую) основу.       |                        |
| Онтология Джона Совы (англ. Sowa's Upper ontology)                          | 1999                         | 1999                            | Джон Сова | Основы логики, философии и основы вычислительной техники | свободная                              | Онтология Джона Совы (англ. Sowa's UO)   | 30 классов, 5 связей, 30 аксиом                                                                                            | Лаконичность, компактность                                                                                    |                        |
| GFO                                                                         | 1999                         | 2008 (действующая)              | Генрих Эрре (англ. Heinrich Herre) | Включает многие аспекты современной философии. | Открытая                               | onto-med.de/ontologies/gfo               | 2008 | Есть описание временнОй модели.                                                                               | gfo.owl, gfo-basic.owl |
| ЯМАТО (англ. Yet Another More Advanced Top Ontology)                        | 1999                         | 14 июля 2012                    | Dr. Riichiro Mizoguchi | Качество и количество, содержание, объекты, процессы и события. | ?                                      | YAMATO                                   | ? | Ролевые концепции                                                                                             |                        |
| Онтология BFO                                                               | 2002                         | BF0 2020 ISO/IEC 21838-2        | Бэрри Смит и др. | Онтология верхнего уровня для обеспечения совместимости предметных онтологий | Лицензия BSD                           | basic-formal-ontology.org                | 34 категории, 8 связей; формализация в OWL, CLIF, OBO and Isabel форматах                                                  | Большая наработанная база пользователей; тщательная документация                                              | Версия 2.0             |
| DOLCE (англ. Descriptive Ontology for Linguistic and Cognitive Engineering) | 2002                         |                                 | | Универсальная, стандартная или общая онтология |                                        | loa-cnr.it/DOLCE.html/                   | Онтология фиксируется с использованием логики предикатов первого порядка.                                                  | Библиотека базовых онтологий WFOL проекта WonderWeb                                                           |                        |
| ISO 15926                                                                   | 2003                         |                                 | Руководство технических связей STEP европейских перерабатывающих отраслей EPISTLE (англ. European Process Industries STEP Technical Liaison Executive) | Общее представление информации о жизненном цикле технологического предприятия, которое позволяет охватить любое учреждение, если доступна подходящая библиотека справочных данных. | Свободна для использования             | iso.org/standard/29557.html              | Общая модель с 201 типом сущностей. Библиотека справочных данных охватывает 40 000 концептов и расширяется пользователями. | Чтобы обеспечить интеграцию информации жизненного цикла, модель является четырехмерной.                       | ISO 15926-2:2003       |
| SUMO                                                                        | 2004                         | SUMO версия 1.75 2007 года      | Рабочая группа IEEE версии P1600.1 | Для исследований и приложений в области поиска, лингвистики и рассуждений. | Открытый ресурс                        | ontologyportal.org                       | Всего терминов:13457, всего аксиом:193812, всего правил:6055                                                               | Крупная онтология, сопоставима с лексикой WordNet.                                                            | UMO1.52                |
| gist                                                                        | 2007                         | Версия 11.0.0 от 2022           | Semantic Arts, Inc. | Минималистская верхняя онтология для информационных систем предприятий | открытая, Creative Commons Share Alike | semanticarts.com/gist/                   | 143 классов, 132 properties, 9 primitive classes, 18 root classes, 1690 axioms                                             | В основе около 12 крупных онтологий предприятий                                                               |                        |
| UMBEL                                                                       | 2008                         | Версия 1.50 2016 года           | Структурированная динамика | Связывание информации из разных источников друг с другом. | CC by 3.0                              | umbel.org                                | Около 35 000 связанных концептов                                                                                           | Разработан для предоставления общих координат точек со связями из различных онтологий или схем друг с другом. | UMBEL 1.50             |
| Семантическая топология                                                     | 2016                         | По настоящее время              | Центр интеллектуальных информационных технологий» (ЦИИТ Интелтек)                                                                                      | Онтология высшего уровня (тетраэдр). | открытая, Creative Commons             | mirovizor.com/Semanticheskaya-topologiya | 602 концепта | Развертывание (конструирование) метаязыка на разных уровнях онтологий в топологическом пространстве.          |                        |
| IDEAS                                                                       |                              |                                 | IDEAS Group | Является высшим порядком, экстенсиональным и 4D. Разработан с использованием метода BORO.                                                                                          |                                        |                                          | | Онтология IDEAS не предназначена для целей, рассуждений и выводов; её цель — быть моделью бизнеса.            |                        |

Иные модели:
- CIDOC Conceptual Reference Model[30]
- COSMO
- MarineTLO
- PROTON
- UFO (Unified Foundational Ontology)
- COLORE (Common Logic Ontology Repository)[12]
- Makeleod[12]
- OntoHub[12]

Унификация баз знаний предполагает с помощью онтологий верхнего уровня (референсных) и онтологий предметных областей интеграцию прикладных онтологий. Референция — соотнесение какого-либо знака с объектом действительности. Онтология предметной области (англ. domain ontologies) — описание цепочек создания ценностей, например, классификация продуктов, компонент, процессов, экземпляров для определённой области (культура) или вида промышленности (авиация, медицина) . Такие предметные онтологии создаются и наполняются пользователями и содержат ключевые персоналии, основные закономерности и логические связи. 

### Книги
- Добров Б. В. и др. Онтологии и тезаурусы: модели, инструменты, приложения / Интернет-Университет информационных технологий. — учебное пособие. — Москва: БИНОМ. Лаборатория знаний, 2009. — 172 с. — (Основы информационных технологий). — ISBN 978-5-9963-0007-5.
- Рубанов В. А. Вижу смысл. Метафизика смыслов. — Москва: ООО «Арго-Книга», 2022. — Т. 1. — 366 с. — ISBN 978-5-517-09043-0.
- Савченко А. П. Онтологическое моделирование в информационно-документационной сфере / Министерство науки и высшего образования Российской Федерации. — монография. — Краснодар: Кубанский государственный университет, 2023. — 177 с. — (Онтологическое моделирование). — 500 экз. — ISBN 978-5-8209-2213-8.

### Статьи
- Качанова Т. Л., Фомин Б. Ф. Системная онтология классов // Известия СПбГЭТУ «ЛЭТИ» : журнал. — 2015. — № 7. — С. 25—36. — ISSN 2071-8985.
- Тельнов Ю. Ф., Казаков В. А., Трембач В. М. Разработка системы, основанной на знаниях, для проектирования инновационных процессов создания продукции сетевых предприятий = Developing a knowledge-based system for the design of innovative product creation processes for network enterprises // Бизнес-информатика : журнал. — Москва: ВШЭ, 2020. — Т. 14, № 3. — С. 35—53. — doi:10.17323/2587-814X.2020.3.35.53.